# Маление
Маление, във византийската нотопис е „количествена“ музикална невма, която обозначава повишаване на гласа с една степен в рамките на лада. Малението е сред основните невми, които съчетани с други, търпят изменения по височина, темпо и т.н.
Поетичният текст може да бъде изрисан като над, така и под невмата.